# Unteregg-Kurztal
Unteregg-Kurztal ist ein Streusiedlung (Zerstreute Häuser) der Fraktion Görtschach in der Gemeinde St. Veit in Defereggen im Defereggental (Osttirol). Die Bezeichnung Unteregg-Kurztal wurde in der zweiten Hälfte des 20. Jahrhunderts von der Statistik Austria verwendet. In anderen Quellen werden die Bestandteile Unteregg und Kurztal auch separat ausgewiesen.

## Geographie
Unteregg-Kurztal liegt in rund 1350 Metern Höhe an den Südabhängen des Donnerstein rund 100 Meter über dem Talboden der Schwarzach. Die Gebäude der Streusiedlung befinden sich entlang der Sankt Veiter Straße zwischen dem Frözbach im Westen und dem Talbach im Osten. Westlich von Unteregg-Kurztal liegt Ratschitsch, nördlich Außeregg, östlich der Einzelhof Niege und südwestlich Scheibelrauth.
Erreichbar ist Unteregg-Kurztal über die Sankt Veiter Straße (L358), die von der Defereggentalstraße abzweigt und zum Dorf St. Veit führt. Die Streusiedlung
umfasst von Westen nach Osten die Hofstellen Unteregger (Görtschach 32), Gatterer (Görtschach 33), Kurzthaller (Görtschach 34), Kofl (Görtschach 35) sowie das Haus Görtschach 48. Von den ehemals vier Bauernhöfen sind die Höfe Gatterer und Kurzthaller noch aktiv.

## Geschichte
Die Besiedelung im Bereich der Streusiedlung geht wohl auf die Schwaige (Urhof) „Schmölzerschwaige“ zurück, die der Grundherrschaft des Dominikanerinnenkloster Lienz unterstand und auf der sich heute der Hof Gatterer befindet.
Unteregg-Kurztal wurde lange Zeit bei Volkszählungen nicht extra ausgewiesen, sondern bei der Fraktion Görtschach oder der Ortschaft Außeregg eingerechnet. Im Jahr 1890 werden Kurzthal und Scheibelrauth als Einzelhöfe und Bestandteil des Dorfs Görtschach ausgewiesen, wobei damals fünf Gebäude mit 42 Personen gezählt wurden. 1923 wird das Dorf Görtschach nicht extra genannt, jedoch wurde eine Streulage mit vier Gebäuden und 19 Häusern ausgewiesen. Im Jahr 1951 wird Unteregg-Kurztal erstmals als Streusiedlung von der Statistik Austria genannt, wobei damals vier Häuser mit 19 Einwohnern gezählt wurden. 1961 umfasste der Ort vier Gebäude und 23 Menschen, 1981 waren es 28 Menschen in fünf Häusern. Seit 1991 wird die Bevölkerung von Unteregg-Kurztal nicht mehr gesondert ausgewiesen.

## Bauwerke und sakrale Kunst
Der Tiroler Kunstkataster weist für die Ortschaft vier Einträge auf. Das Wohngebäude des Paarhofes Unteregger besaß einen älteren Baukern aus dem 17. oder 18. Jahrhundert, wurde jedoch vor 1990 abgetragen und durch einen Neubau ersetzt. Das ursprünglich zweigeschoßige Wohngebäude war ein Kantblockbau mit schindelgedecktem Blockpfettendach und talseitigem hohen Mauerfundament. Es war traufseitig erschlossen und hatte in beiden Geschoßen umlaufende Söller. Der noch erhaltene Einhof Gatterer ist ein quergeteiltes Gebäude mit Satteldach und fast quadratischem Grundriss. Der dreigeschoßige Bau stammt im Baukern vermutlich aus dem 18. Jahrhundert, mit Umbauten vor allem aus dem 20. Jahrhundert. Der Wohnteil wurde als Kantblockbau ausgeführt, der Wirtschaftsteil mit gemauertem Stall und gezimmerter Tenne. Östlich des Einhofs befindet sich ein Wegkreuz in geschlossenem Bretterkasten aus der zweiten Hälfte des 20. Jahrhunderts, es zeigt einen Corpus im Viernageltypus. Das Hauskreuz des Hofes Kurzthaller ist mit einer Entstehungszeit aus der zweiten Hälfte des 19. Jahrhunderts älter. Es handelt sich um ein Hauskreuz unter brettergedecktem Satteldach mit vollplastischem Corpus im Dreinageltypus.